# 다딴라 폭포
다딴라 폭포(Thác Datanla)는 베트남 럼동성 달랏시에 있는 폭포다. 뚜옌럼 호수 위 쭉럼선원에서 2.3km 도보로 30분 거리, 차를 이용해 5분 거리에 위치해 있다. 이 폭포는 프렌 폭포에서 8km, 달랏시에서 10km 떨어진 다딴라 관광 구역에 위치해 있어 흥미와 모험의 장이다.
꼬호족의 꼬호어로 ‘다딴라’ 또는 ‘샤타니아’라는 명칭은 ‘잎사귀 아래 물’을 뜻하는 다땀느하(Đạh-Tam-Nha)라는 단어를 결합한 것으로, 15 ~ 17세기에 일어났던 참족과 락족, 찔족의 충돌과 관련이 있다.
이후 이름을 옮겨 적을 때 많은 문서들이 ‘달란따 폭포’(Dalanta)로 잘못 표기되었다.

## 개요
다탄라 폭포는 상류에 안정적인 수원을 가지고 있기 때문에 풍부한 물을 가지고 있다. 다탄라 폭포는 많은 바위층을 통과하기 때문에 시끄럽지 않고, 조용히 흐른다. 20m 높이의 급류로부터 내려꽂히는 폭포는 물이 매우 맑은 지역을 형성하여 하류의 개울물은 수오이 띠엔(Suối Tiên)이라고 불리고 있다. 깊은 봄 사냥은 죽음의 구역이라고 불리는 깊은 지역을 가지고 있다.
전설에 따르면, 언덕이 많은 깊은 골짜기 한가운데에 폭포가 있었기 때문에, 수백 년 전 참족과의 전쟁에서 한때 원주민 군대의 피난처로 이용되었다. 이 폭포 덕분에 한 군대가 병력을 보존할 수 있었다.

## 전설

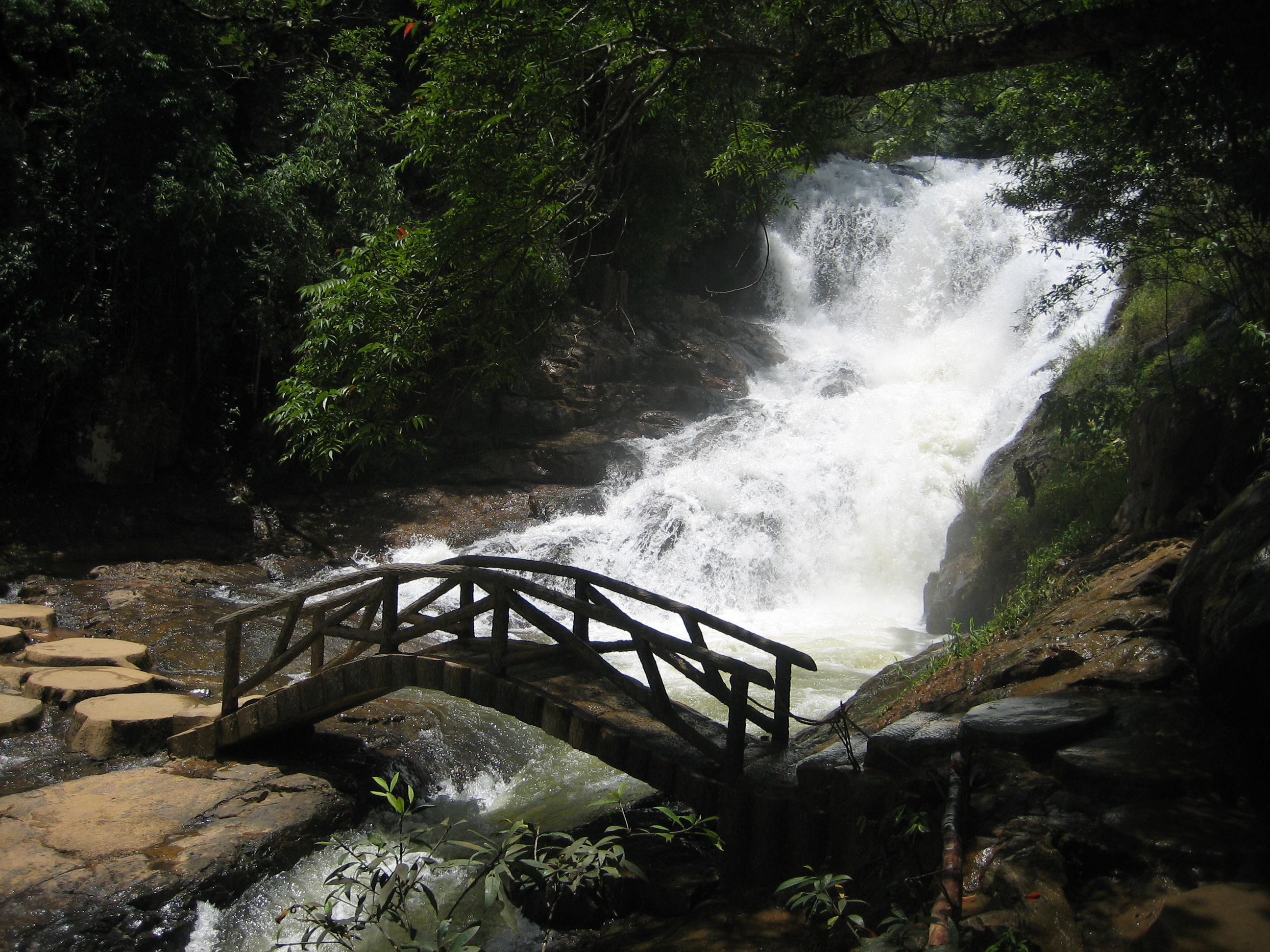
다딴라 폭포

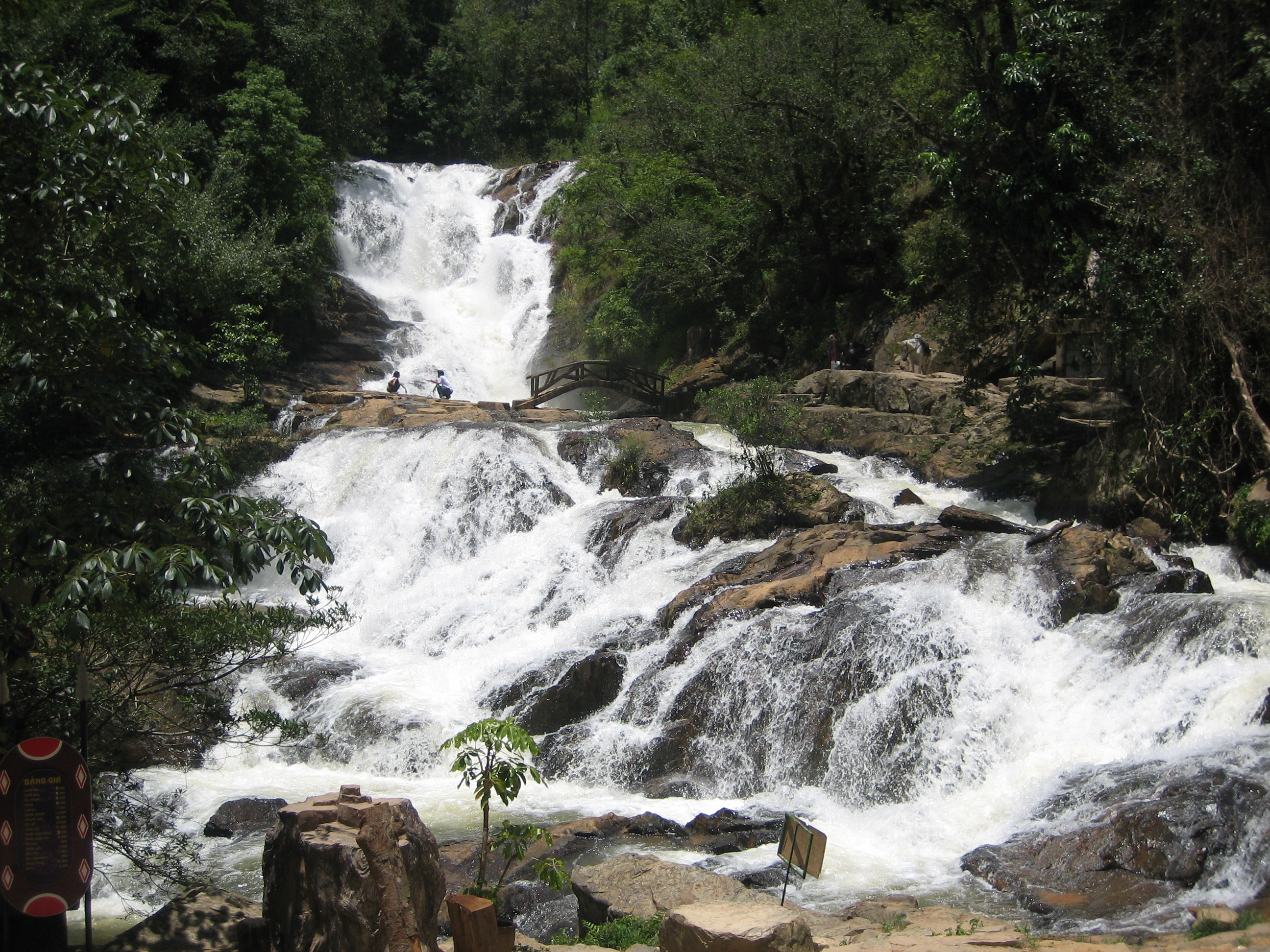
다딴라 폭포2

### 첫번째 전설
용맹한 끌랑이라는 총각과 주변의 부족인 흐비앙이라는 처녀가 이곳 다딴라에서 만났다. 그는 이곳에서 호랑이 두 마리, 일곱 마리의 늑대, 그리고 여우 두 마리가 포함된 한무리의 사나운 짐승들과 뱀 두 마리와 싸웠다. 소수민족들은 그 이야기에 대한 전투를 분명히 기록하였다.
| “ | 나무들이 우르르 몰려오고, 바람이 세차게 불며, 싸움이 매우 치열하게 벌어졌다. 두 마리의 뱀이 혀를 내밀고 있는 것을 틈타 끌랑은 칼을 빼들었다. 칼로 뱀 두 마리를 자르고 숲으로 간 다음, 9발의 화살을 들고 늑대와 여우를 쏘아 달아나게 했다. | ” |

나무들을 개간하면서 깊은 구멍이 생겼는데, 그중 하나는 폭포 기슭에 있는 "죽음의 계곡"이다. 이후 다딴라는 연인들의 데이트 장소가 되었다.

### 두번째 전설
전설에 의하면 다딴라는 또한 잎사귀로 덮인 맑은 물 때문에 선녀들이 목욕을 하곤 했던 폭포였다고 한다. ‘잎사귀 밑에 물이 있다’는 것을 모르고, 폭포를 발견했을 때 소수민족들은 그것을 ‘물이 있는 잎사귀 아래’라는 뜻의 ‘다땀느느하’(Đạ Tam Nnha)라고 이름 붙였다. 후에 프랑스와 킨족이 이 서정적인 고지에 발을 들여놓자, 그 말은 다띠나(Đatina)로 변했고, 그 다음에는 다딴라(Đatanla)로 변했다.

### 세번째 전설
전설에 의하면, 포엠 시대에 판두랑가(판두랑)에서 온 참족들이 종종 럼비엔고원에 있는 락족과 찔족을 공격하여 땅을 얻고 노예를 잡으러 왔다고 한다. ‘물’이 부족하여 락족이 패배하려는 순간, 그들은 우연히 이 폭포를 발견하고 식수를 얻었기 때문에 락족은 승리를 거두며 마을을 보호할 수 있었다.
그리고 참족들은 “잎사귀 밑에 물이 있다”라는 것을 몰랐기 때문에 패배했다. 그 후, 락족 사람들은 자손들에게 상기시키기 위해 ‘다땀느느하’(Đạ Tam Nnha)라고 이름지었다.

## 체험 활동

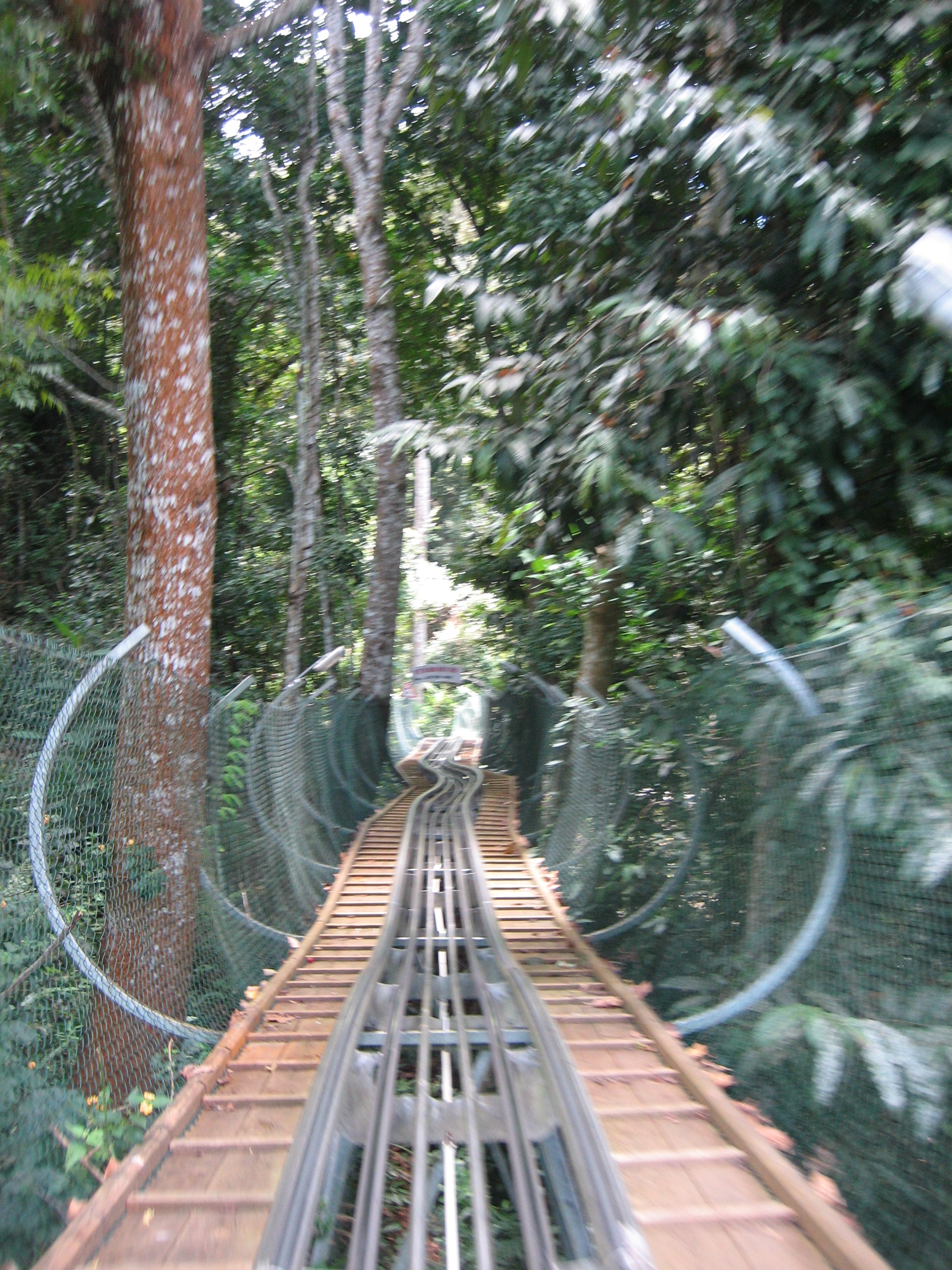
알파인 슬레드

다딴라 폭포 주변에는 달랏 주변의 많은 폭포들 중 가장 다양한 야외 체험활동 프로그램이 준비되어 있다.

### 슬라이드
다딴라의 슬라이드 시스템은 달랏의 유일한 슬라이드라고 여겨진다. 1,000m의 트렁크 길이와 차량 속도를 늦추는 제동 센서가 있어 차량 사이의 안전한 거리를 유지하기 위해 너무 빨리 간다. 수로를 미끄러지는 것은 2인용 더블카로, 원하는 대로 속도를 조절하기 위한 핸드 브레이크를 장착했다. 평균 속도는 10-20km, 속력은 40km이다. 이전에는 다딴라 폭포가 수백 미터의 수직 경사를 통과해야 했고, 다딴라 폭포를 내려가려 했다. 유일한 방법은 10분에서 15분까지 걷는 것인데, 이제 1.5분에서 2분까지 매우 빠르게 폭포를 오르거나 내려올 수 있다.

### 폭포 등반
스몰 어드벤처 등반 시스템은 죽음의 동굴에서 용기를 탐구하고, 시험하기 위해 새롭게 폭포에서 시도하는 스포츠다.

### 하이 로프 코스 어드벤쳐
친구들과 가족과 함께 2시간 가까이 달랏의 푸른 숲속을 탐험하는 코스다. 200m 길이를 자랑하는 짚라인부터 15m 높이 다딴라 폭포에서 수직 하강까지, 다양한 구간과 코스를 탐험할 수 있다. 다음과 같은 코스가 준비되어 있다.
- 연습구간 1 ~ 2: 연습구간에는 몽키 브리지, 사다리, 짚라인 등 3개의 비슷한 액티비티가 준비되어 있다.
- 노란구간: 만3-8세 아동을 위한 특별 구역으로 어린이 안전에 중점을 둔 액티비디이다.
- 초록구간: 2m-5m 공중에 위치해 있으며, 온 가족과 어린 아이들 함께 할 수 있도록  되어 있다.
- 오렌지구간: 상급 코스로 최상급 난이도 코스에 들어가기 위한 사전 준비코스이다. 9가지의 상급 코스가 준비되어 있으며, 만 3-11세 아동은 참여할 수 없다.
- 파랑구간: 진행할수록 어려워지는 10가지 코스

- 빨강구간: 푸른 숲을 가로지르는 200m 길이를 자랑하는 짚라인 구간
- 검정구간: 39m 상공 위를 가로지르는 짚라인이며, 15m 높이 폭포 위에서 수직으로 하강하는 구간이다.

## 사고
2016년 2월 26일 달랏 패션 유한회사가 주관한 폭포 건너기 어드벤처 게임에 참가하다 여성 2명, 남성 1명 등 영국인 3명이 숨졌다. 다딴라 관광지를 관리하는 럼동 관광 합자회사(달랏관광회사)의 보안탄 차장에 따르면 담메 컴퍼니는 회사가 제공한 안전장비를 사용하지 않았다. 손님들은 게임 어드벤처 지역에 들어가기 위해 "불법적으로" 갔다. 이 지역의 물은 수십 미터의 깊이를 만들어내며 많은 울퉁불퉁한 바위를 흐른다. 지형에 밝지 않으면 깊은 구멍과 빠르게 흐르는 물에 빠지기 쉬워 인명 손실이 발생한다. 또한 이 지역에서는 2010년 3월 25일 달랏 직업대학 학생 8명이 소풍을 왔으며, 깊은 폭포에 빠져 2명이 사망했다.

## 같이 보기
- 프렌 폭포
- 깜리 폭포